# CP-55940
A CP-55940 a szintetikus kannabinoidok csoportjába tartozó szerves vegyület, a tetrahidrokannabinolhoz hasonló hatással.
Először a Pfizer hozta létre 1974-ben, de soha nem került forgalomba. Erős pszichoaktív hatása miatt nincs gyógyászati felhasználása. A CP-55940 valószínűleg ugyanahhoz a CB1 receptor helyhez kötődik, mint a THC, de a CP-55940 erősebb affinitással rendelkezik ehhez a receptorhoz (IC50 gátló koncentrációjuk aránya hozzávetőleg 5).